# Грађански рат у Камбоџи
Грађански рат у Камбоџи је био сукоб који су водиле снаге Комунистичке партије Кампучије (познати и као Црвени Кмери) и њихови савезници Демократска Република Вијетнам (Сјеверни Вијетнам) и Вијетконг против владиних снага Камбоџе (послије октобра 1970, Кмерска Република), које су подржавали Сједињене Америчке Државе и Република Вијетнам (Јужни Вијетнам).
Борба је била погоршана утицајем и акцијама савезника обе зараћене стране. Народна армија Вијетнама (Армија Сјеверног Вијетнама) је ангажована да заштити своје базе и светилишта на истоку Камбоџе. САД су биле мотивисане потребом да купе вријеме за повлачење из Југозападне Азије и да заштити своје савезнике, режим Јужног Вијетнама. Америчке и вијетнамске снаге (и јужне и сјеверне) су директно учествовале у борбама.
Послије пет година дивљих борби у којима су доживљени тешки губици, уништена привреда, изгладњело становништво, и тешка злодјела, Републиканска влада је пала 17. априла 1975. године, када су Црвени Кмери прогласили Демократску Кампучију. Ова власт је тврдила да је интервенција САД у Камбоџи допринијела њиховом освајању власти, јер су Црвени Кмери појачани са 4.000 чланова 1970. на 70.000 у 1975. години. Овај сукоб, иако је био грађански рат, је сматран дијелом већег, Вијетнамског рата (1959—1975) у којем су такође учествовали сусједни Краљевина Лаос, Јужни и Сјевени Вијетнам. Овај грађански рат је довео до камбоџанског геноцида, једног од најкрвавијих у историји.

## Позадина
У периоду између раних и средњих шездесетих година принц Нородон Сиханук је љевичарском политиком заштитио свој народ од немира који су прогутали Лаос и Јужни Вијетнам. 3. маја 1965. Сиханук је прекинуо дипломатске односе са Сједињеним Државама, прекинуо доток америчке помоћи и окренуо се Народној Републици Кини и Совјетском Савезу за економску и војну помоћ.
Године 1966. склопљен је споразум између принца и Кинеза који омогућава присуство Народне армије Вијетнама (НАВ) и Фронта народног ослобођења (ФНО) у Камбоџи и кориштење логистичких база уз границу на истоку земље. Такође је договорено да се дозволи кориштење луке Сихануквил комунистима који су достављали помоћ ФНО-у/НАВ-у у Вијатнаму. Ипак, Комбоџа је на Женевској конференцији 1954. згарантовала неутралност.
Сиханук је био убјеђен да ће на крају Народна Република Кина а не Сједињене Државе имати контролу над Индокинеским полустрвом.
Током исте године он је дозволио свом проамеричком министру одбране, генералу Лону Нолу да се обруши на љевичарске активности, оптужујући чланове партије Панчијачон за субверзију и покорност Ханоју. Истовремено, Сиханук је изгубио подршку камбоџанских конзервативаца, као резултат његовог неуспјеха да изађе на крај са погоршаном економском ситуацијом (погоршана смањеним извозом пиринча, од којег је већина отишла ФНО-у/НАВ-у) и растуће комунистичко војно присуство.
Дана 11. септембра Камбоџа је одржала прве отворене изборе. Кроз манипулацију и узнемиравање (и Сихануково изненађење) конзервативци су освојили 75% мандата у Народној скупштини. Лон Нол је изабран за премијера, а његов замјеник, Сирик Матак, ултраконзервативни члан Сисоват огранка краљевског клана и дугогодишњи Сихануков непријатељ. Поред ових дешавања и сукоба интереса између политичке елите Пном Пена, социјалне тензије створиле су повољан амбијент за развој домаћих комунистичких побуна у руралним областима.

## Збацивање Сиханука (1970)

### Лон Нолов пуч
Док је Сиханук био ван земље, у посјети Француској, антивијетнамски немири (полу-спонзорисани од стране владе) су одржани у Пном Пену, за вријеме којих су амбасаде Сјеверног Вијетнама и Фронта Националног Ослобођења штрајковале. У одсуству принца, Лон Нол није учинио ништа да заустави ове активности. Дванаестог марта премијер је затворио луку Сихануквил за Сјеверни Вијетнам и издао им немогући ултиматум. Све сјеверновијетнамске/ФНО снаге да се повуку из Камбоџе у року од 72 сата (до 15. марта) или ће се суочити са војном акцијом.
Дана 18. марта 1970. Лон Нол је затражио да се у Народној скупштини гласа о будућности принцовог вођства нацијом. Сиханук је свргнут са власти гласовима 92-0. Хенг Ченг је постао предсједник Народне скупштине, док је премијер Лон Нол добио ванредна овлашћења. Сирик Матак је задржао функцију потпредсједника владе. Нова влада је нагласила да је пренос власти употпуности праван и уставан, а добила је и признање већине страних влада. Биле су, и наставиће се, оптужбе да је америчка влада играла улогу у обарању Сиханука, али јасни докази никада нису нађени.
Већина средње класе и образованих Кмера је постала уморна од принца и поздравила је промјену власти. Придружили су се војсци, за коју је повратак на америчку војну и финансијску помоћ био разлог за славље. Неколико дана након његовог свргавања, Сиханук, сада у Пекингу, апелује људима да се одупру узурпатору. Демонстрације и немири су се догодили (углавном у областима под контролом НАВ/ФНО) али је влада опстала. У једном инциденту у Кампонг Чаму 29. марта у разјареној гужви је погинуо брат Лона Нола, Лон Нил, који је поцијепао своју јетру, скувао је и појео. Процјењује се да је тада 40.000 сељака почело да маршира на пријестоницу тражећи да се Сиханук врати. Они су растјерани, уз много жртава, од контингента оружаних снага.

### Масакр над Вијетнамцима
Већина становништва, и урбано и рурално, свој бијес и фрустрације су искаљивали над вијетнамским становништвом земље. Лон Нол је позвао 10.000 добровољаца да повећају бројност лоше опремљене армије Камбоџе, која има 30.000 војника, али је успио да претрпа војску са преко 70.000 регрута. Шириле су се гласине да би НАВ могао да организује офанзиву чији би циљ био Пном Пен. Параноја се повећавала и то је покренуло насилне акције против 400.000 етничких Вијетнамаца у Камбоџи.
Лон Нол се надао да би могао користити Вијетнамце као таоце против активности ФНО-а/НАВ-а. Тада је почело убијање. У градовима и селима широм Камбоџе, војници и цивили су тражили своје вијетнамске комшије како би их убили. 15. априла, тијела 800 Вијетнамаца су плутала низ Меконг у Јужном Вијетнаму.
Јужни Вијетнам, Сјеверни Вијетнам и Фронт Народног Ослобођења (ФНО) оштро су осудили ове грозне акције. Лон Нол је у свом извињењу Сајгону (тада главном граду Јужног Вијетнама) рекао „да је било тешко разликовати Вијетнамске грађане који су били Вијетконг и оних који то нису. Дакле, сасвим је нормално да је реакцију камбоџанских војника, који се осјећају изданим, тешко контролисати“.

### ФУНК и ГРУНК
Из Пекинга, Сиханук је изјавио да је влада у Пном Пену реформисална, и да је његова намјера да се створи Фронт националног уједињења Кампучије (фран. Front Uni National du Kampuchea или FUNK). Касније је рекао: „Ја нисам бирао да ли ћемо бити са Американцима или комунистима, јер сам сматрао да су то двије опасности, америчког империјализма и азијског комунизма. Лон Нол је био дужан да изабере између њих“.
Принц је тада био у савезу са Црвеним Кмерима, Сјеверним Вијетнамом, Патет Лао (комунистички покрет у Лаосу) и Фронтом за национално ослобођење Јужног Вијетнама. Петог маја успостављени су ФУНК и Краљевска влаа националног уједињења Кампучије (ГРУНК - Gouvernement Royal d'Union Nationale du Kampuchea). Сиханук је преузео дужност шефа државе, именовао Пена Нута, једног од његових најоданијих сљедбеника, за премијера.
Хију Самфан је одређен за замјеника премијера, министра одбране и врховног команданта оружаних снага ГРУНК (иако су стварне војне операције у Режији Пола Пота). Ху Ним је постао министар информисања, а Ху Јун преузео више одговорности као министар унутрашњих послова, комуналних реформи и задруге. ГРУНК је тврдио да то није влада у егзилу све док Хију Самфан и побуњеници нису остали у Камбоџи. Сиханук и његови лојалисти су остали у Кини, иако је принц посјетио «ослобођена подручја» у Камбоџи, укључујући и Ангкор Ват, у марту 1973. Ове посјете су се углавном користиле у предизборне сврхе и нису имале утицаја на политичка збивања.

## Пад Пном Пена
Откада су Црвени Кмери покренули сувосезонску офанзиву за заузимање опкољеног главног града 1. јануара 1975. године, Република је била у хаосу. Економија је пропала, транспортна мрежа сведена на ваздух и воду, жетве пиринача смањене за четвртину, а залихе слатховодних риба (главни извор бјеланчевина) су драстично опале. Цијене хране су повећане за 20 пута од предратног нивоа, а незапосленост се више није ни мјерила.
Пном Пен, који је прије рата имао 600.000 становника био је преплављен избјеглицама, тако да је тих дана имао око 2 милиона. Ови беспомоћни и очајни цивили нису имали посао, храну, склониште и медицинску његу. Њихово стање (и стање власти) се погоршало када су Црвени Кмери постепено стицали контролу над обалама ријеке Меконг. Њихове мине и пуцњава са обале стално смањују ријечне конвоје који доносе залихе хране, горива и муниције из Јужног Вијетнама, и полако изгладњују град (90% републичких залиха су доношене конвојем). Након што је ријека ефикасно блокирана почетком фебруара, САД су почели доносити залихе ваздушним путем. То је постало све више ризично, јер су комунистичке ракете и артиљеријска ватра стално гађали град и аеродроме.
Очајне, али утврђене, јединице републичких војника, од којих је многима понестало муниције, укопали су се у околини пријестонице и борили се све док их Црвени Кмери нису побиједили. Од посљедње седмице марта 1975. око 40.000 комунистичких трупа су опколили град и почели са доставом удара милосрђа половини републиканске војске.
Лон Нол је поднио оставку и напустио земљу 1. априла у нади да би споразумно рјешење и даље било могуће ако је он одсутан са политичке сцене. Вршилац дужности предсједника постао је Саукам Хој.
Дана 12. априла, уз констатацију да је све изгубљено (и без обавјештења Кмерске владе), САД су евакуисале особље своје амбасаде хеликоптером у операцији Eagle Pull. 276 евакуисаних, укључујући и амбасадора Џона Гантера Дина, друге америчке дипломате, в. д. предсједника Саукама Хоја, више владине званичнике Кмерске Републике и њихове породице, и чланове медија. Све у свему, 82 америчка, 159 камбоџанских и 35 осталих држављана су евакуисани. Иако су позвани од стране амбасадора Дина да се прикључе евакуацији (и на изненађење многих Американаца), принц Сисоват Сирик Матак, Лонг Борет, Лон Нон (Лон Нолов брат), као и већина чланова кабинета Лона Нола су одбили понуду. Сви су одлучили да дијеле судбину свог народа. Њихова имена нису објављена на листама мртвих и многи су вјеровали тврдњама Црвених Кмера да бивши државни званичници неће бити убијени, али ће бити добродошли да помажу у обнови Камбоџе. Касније, погубљени су од стране Црвених Кмера.
Након што су Американци (и Саукам Хој) отишли, седам чланова Врховног комитета, на челу са генералом Саком Суцаханом су преузели власт над Републиком која је била у колапсу. До 15. априла је и посљедња чврста одбрана града је сломљена од стране комуниста. У раним јутарњим сатима 17. априла комитет је одлучио да пресели сједиште владе у провинцију Одар Минчај на сјеверозападу. Око 10 часова на радију се емитује глас начелника генералштаба ФУНК-а Меја Си Чана, наређујући свим снагама ФУНК-а да прекину паљбу јер су у току преговори за предају Пном Пена. Рат је завршен, али ужасни сан Црвених Кмера ће се остварити у новопроглашеној Демократској Кампучији. Трупе Црвених Кмера су одмах почеле насилно празнити град, возити становништво у села и убијајући хиљаде људи у тим процесима.